# Pierre Mondy
Pierre Mondy (Neuilly-sur-Seine, 10 februari 1925 – Parijs, 15 september 2012) was een Frans acteur en regisseur.
Een van zijn bekendste filmrollen was die van Napoleon Bonaparte in de historische film Austerlitz (1960). Verder was hij ook heel actief voor de televisie en in de toneelwereld, zowel op de planken als achter de schermen als regisseur van zo'n 60 toneelproducties.

## Privéleven
Mondy was vier keer getrouwd. Eerst huwde hij met actrice Claude Gensac. Het koppel bleef vier jaar (1951-1955) samen. In 1957 trad hij in het huwelijk met actrice Pascale Roberts. Ook dit huwelijk duurde slechts enkele jaren. Zijn derde vrouw, de actrice Annie Fournier met wie hij trouwde in 1967, schonk hem twee kinderen. Ten slotte trouwde hij in 1991 voor de vierde keer, met actrice Catherine Allary.
Hij was de vader van scenarioschrijver Laurent Mondy.
Mondy overleed in 2012 op 87-jarige leeftijd aan het maligne lymfoom.

## Filmografie
- Rendez-vous de juillet (Jacques Becker) (1949, niet op aftiteling)
- Souvenirs perdus (1950, niet op aftiteling)
- Les Anciens de Saint-Loup (Georges Lampin) (1950)
- Victor (1951)
- Sans laisser d'adresse (Jean-Paul Le Chanois) (1951)
- Le plus heureux des hommes (1952)
- Agence matrimoniale (Jean-Paul Le Chanois) (1952)
- Un jour avec vous (1952)
- Le Costaud des Batignolles (1952)
- Le Guérisseur (Yves Ciampi) (1953)
- Capitaine Pantoufle (1953)
- Les Compagnes de la nuit (1953)
- Tout chante autour de moi (1954)
- Crainquebille (1954)
- L'Affaire des poisons (Henri Decoin) (1955)
- Cherchez la femme (1955)
- Casse-cou, mademoiselle! (1955)
- Les Chiffonniers d'Emmaüs (1955)
- Folies-Bergère (Henri Decoin) (1956)
- Des gens sans importance (Henri Verneuil) (1956)
- Totò, Vittorio e la dottoressa (1957)
- Tous peuvent me tuer (Henri Decoin) (1957)
- Le Triporteur (Jack Pinoteau) (1957)
- Quand la femme s'en mêle (Yves Allégret) (1957)
- D'après nature ou presque (1957)
- Méfiez-vous fillettes (Yves Allégret) (1957)
- La Roue (1957)
- Les Louves (1957)
- Que les hommes sont bêtes (1957)
- La vie à deux (1958)
- En légitime défense (1958)
- Chéri, fais-moi peur (Jack Pinoteau) (1958)
- Ni vu... Ni connu... (Yves Robert) (1958)
- Le Temps des oeufs durs (Norbert Carbonnaux) (1958)
- Le Chemin des écoliers (Michel Boisrond) (1959)
- Vous n'avez rien à déclarer? (1959)
- Faibles femmes (1959)
- Cigarettes, whisky et petites pépées (1959)
- Boulevard (Julien Duvivier) (1960)
- La Française et l'Amour (1960)
- L'Affaire d'une nuit (Henri Verneuil) (1960)
- Austerlitz (Abel Gance) (1960)
- La terre est ronde (1960)
- Les loups dans la bergerie (1960)
- Le Comte de Monte-Cristo (Claude Autant-Lara) (1961)
- Les moutons de Panurge (1961, niet op aftiteling)
- Dans la gueule du loup (1961)
- Les Mystères de Paris (André Hunebelle) (1962)
- Le crime ne paie pas (Gérard Oury) (1962, niet op aftiteling)
- La Loi des hommes (Charles Gérard) (1962)
- Les Petits matins (Jacqueline Audry) (1962)
- Bébert et l'omnibus (Yves Robert) (1963)
- Les Veinards (1963)
- Jusqu'au bout du monde (1963)
- Week-end à Zuydcoote (Henri Verneuil) (1964)
- Requiem pour un caïd (Maurice Cloche) (1964)
- À couteaux tirés (Charles Gérard) (1964)
- Agent spécial à Venise (1964)
- Compartiment tueurs (Costa-Gavras) (1965)
- Il figlio del circo (1965)
- Les Copains (Yves Robert) (1965)
- Monsieur le président-directeur général (1966)
- Le facteur s'en va-t-en guerre (1966)
- The Night of the Generals (Anatole Litvak) (1967)
- Appelez-moi Mathilde (Pierre Mondy) (1969, niet op aftiteling)
- Pierre et Paul (René Allio) (1969)
- Les Malheurs d'Alfred (Pierre Richard) (1972)
- Mais où est donc passée la septième compagnie? (Robert Lamoureux) (1973)
- Prêtres interdits (Denys de La Patellière) (1973)
- Papa, les petits bateaux (1973)
- Impossible... pas français (1974)
- Vos gueules les mouettes! (1974)
- On a retrouvé la Septieme Compagnie! (Robert Lamoureux) (1975)
- Le Téléphone rose (Edouard Molinaro) (1975)
- Vous ne l'emporterez pas au paradis (1975)
- La Septième Compagnie au clair de lune (Robert Lamoureux) (1977)
- Dernière sortie avant Roissy (1977)
- La vérité de Madame Langlois (1977)
- La Cage aux folles (Edouard Molinaro) (1978)
- Vas-y maman (Nicole de Buron) (1978)
- Le beaujolais nouveau est arrivé (1978)
- Démons de midi (1979)
- Retour en force (1980)
- Signé Furax (1981)
- Le Cadeau (Michel Lang) (1982)
- Si elle dit oui... je ne dis pas non (1983)
- Le Battant (Alain Delon) (1983)
- Le braconnier de Dieu (1983)
- Pinot simple flic (Gérard Jugnot) (1984)
- Astérix et la surprise de César (stem, 1985)
- Tranches de vie (1985)
- Astérix chez les Bretons (stem, 1986)
- Le fils préféré (Nicole Garcia) (1994)
- Lovely Rita, sainte patronne des cas désespérés (2003)
- Un homme et son chien (Francis Huster) (2008)

## Televisieseries
- Énigmes de l'histoire (1956)
- La caméra explore le temps (1957)
- En votre âme et conscience (1957)
- Le théâtre de la jeunesse (1964)
- L'âge heureux (1966)
- Les dossiers de l'agence O (1968)
- Noëlle aux quatre vents (1970)
- Au théâtre ce soir (1972), 2 afleveringen
- Témoignages (1973)
- Petit déjeuner compris (1980), 6 afleveringen
- Cinéma 16 (1982)
- Billet doux (1984)
- L'or noir de Lornac (1987)
- Edouard et ses filles (1990)
- Les Cordier, juge et flic (1992-2005), 61 afleveringen
- La piovra 6 - L'ultimo segreto (1992)
- 2008 Commissaire Cordier (2005)
- Intime conviction (2006)
- Le clan Pasquier (2007)
- Kaamelott (2009)
- Myster Mocky présente (2009)
- Fais pas ci, fais pas ça (2010)